# Jakubovany, Sabinov
Jakubovany este o comună slovacă, aflată în districtul Sabinov din regiunea Prešov, pe malul râului Jakuboviansky potok⁠(d). Localitatea se află la altitudinea de 400 m deasupra n.m., se întinde pe o suprafață de 10,81 km2 și în 2017 număra 956 de locuitori.

## Istoric
Localitatea Jakubovany este atestată documentar din 1314.

## Demografie
| An:                | 1994 | 2004   | 2014   | 2024   |
| ------------------ | ---- | ------ | ------ | ------ |
| Număr de persoane: | 860  | 928    | 954    | 959    |
| Diferență:         |      | +7,90% | +2,80% | +0,52% |

| An:                | 2023 | 2024   |
| ------------------ | ---- | ------ |
| Număr de persoane: | 960  | 959    |
| Diferență:         |      | −0,10% |